# Football Club Blidéen
El Football Club Blidéen fou un club de futbol algerià de la ciutat de Blida.
Va ser fundat el 1904 i desaparegué el 1962, després de la independència d'Algèria.

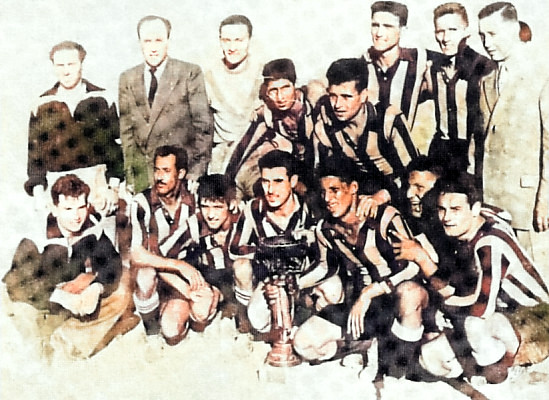
FC Blidéen (Alger) (1951-1952).

## Palmarès
- Campionat d'Alger de futbol (USFSA):
  - 1911, 1912

- Lliga d'Alger de futbol:[2]
  - 1921, 1922, 1923, 1924, 1929, 1953

- Copa Forconi (USFSA):
  - 1946, 1952, 1954, 1955.

- Campionat d'Àfrica del Nord de futbol (USFSA):
  - 1912

- Campionat de l'Àfrica del Nord francesa de futbol:[3]
  - 1923, 1929

- Copa de l'Àfrica del Nord francesa de futbol:[4]
  - 1952